# Postsplenektomie-Syndrom
Das Postsplenektomie-Syndrom (OPSI-Syndrom, englisch overwhelming postsplenectomy infection syndrome) ist eine besonders schwere Verlaufsform einer bakteriellen Infektion nach einer operativen Entfernung der Milz (Splenektomie). 

## Häufigkeit
Das Syndrom ist mit einem Lebenszeitrisiko von 1–5 % relativ häufig und mit einer hohen Letalität von 38 bis 69 % verbunden.

## Ursache
Ursache ist eine spezifische, isolierte Störung der Makrophagen bei fehlender Milz, die zu einer eingeschränkten Abwehrfähigkeit von Infektionen mit bekapselten Bakterien führt. Die mit Antikörpern beladenen Bakterienkapseln werden nicht mehr ausreichend von diesen Fresszellen, die sich besonders in der Milz befinden, phagozytiert. 
Das mit 50–90 % der Fälle häufigste Bakterium, das ein OPSI-Syndrom besonders bei Kindern verursacht, ist Streptococcus pneumoniae (Pneumokokken). Weitere Erreger sind Haemophilus influenzae Typ B und Neisseria meningitidis. Selten sind  Ehrlichia-Spezies oder Protozoen der Gattung Babesia. Die Infektion verläuft stets in Form einer Sepsis.

## Klinisches Erscheinungsbild
Das OPSI-Syndrom kann wenige Tage oder mehrere Jahre nach einer Splenektomie auftreten. Die jährliche Häufigkeit eines splenektomierten Patienten, ein OPSI-Syndrom zu entwickeln, beträgt 0,23 bis 0,42 %; etwa 1–5 % der Patienten sind im Laufe ihres Lebens davon betroffen.
Sehr häufig entwickelt sich auf dem Boden der Erkrankung auch ein Waterhouse-Friderichsen-Syndrom.

## Infektionsprophylaxe
Als Prophylaxe kann gegen die häufigsten bekapselten Erreger geimpft werden und eine stets verfügbare (stand-by-Antibiose) oder dauerhafte Behandlung mit Antibiotika durchgeführt werden.